# Macropolis
Macropolis was een virtueel winkelplatform dat via cd-rom en internet bezocht kon worden. Het platform richtte zich op de Nederlandse markt.

## Geschiedenis
Macropolis werd in 1997 gelanceerd door de OVD Groep, het Opleidingsinstituut Voor de Distributie. Macropolis werd aanvankelijk opgezet als een virtuele stad met winkelstraten. De Nederlandse detailhandel zou op deze manier ervaring kunnen opdoen met het gebruik van nieuwe media voor het bereiken van de consument. Om de Nederlandse consument kennis te laten maken met Macropolis, ontwikkelde Lost Boys in opdracht van de OVD Groep een cd-rom. Op de cd-rom kon de gebruiker in een virtuele omgeving door winkelstraten 'wandelen'. De cd-rom kon worden gebruikt in combinatie met een internetaansluiting. Als je offline op een van de winkels klikte, werd er automatisch verbinding gemaakt met de site van de desbetreffende winkel. In de eerste versie van Macropolis waren onder meer winkels opgenomen van ABN Amro, Bruna, Dixons, Kwantum en The Society Shop. Van de cd-rom werden 350.000 exemplaren verspreid.
In 1998 kwam Macropolis na een managementbuy-out in handen van de voormalige OVD-medewerkers Wijnand Jongen en Niek Vrielink. Zij vormden samen de directie. In 1999 werd de overstap gemaakt van de cd-rom naar een online-zoekmachine. 'Macropolis moet het leven op internet makkelijker gaan maken', verklaarde Wijnand Jongen bij de aankondiging van de overgang naar de volledige online-dienstverlening. De bezoeker van Macropolis.nl kon zoeken op winkels en op producten en diensten (prijsvergelijking), in ruim twintig categorieën. De kosten voor bedrijven om een A1-locatie in het shoppingportal te verwerven, bedroegen in juli 1999 50.000 gulden per jaar.

## Overname en faillissement
In april 2000 verwierf het investeringsbedrijf Newconomy alle aandelen van Macropolis. In september 2000 omschreef de Automatisering Gids Macropolis als 'Nederlands grootste koopstad op Internet'. Volgens het vakblad maakte Macropolis echter de indruk van een 'rommelig marktplein'.
In december 2000 stond Macropolis volgens een telling van Nielsen/Netratings op nummer vier van meest bezochte websites door Nederlandse internetgebruikers, na bol.com, ibazar en Wehkamp. In juli 2001 werd Macropolis failliet verklaard.

## Trivia
Aanvankelijk was het de bedoeling het platform Makropolis te noemen. Omdat de groothandel Makro protesteerde, werd gekozen voor de naam Macropolis.